# Serrat de la Gavarnera

El Serrat de la Gavarnera, respecte del terme d'Abella de la Conca

El Serrat de la Gavarnera és un serrat del terme municipal d'Abella de la Conca, a la comarca del Pallars Jussà.
Està situat al nord de la vall del barranc de la Vall, al nord-est de la vila d'Abella de la Conca. És el serrat que queda emmarcat entre el barranc de Cal Calafí, a ponent, i el barranc de Cal Palateres, a llevant.
És un contrafort de la Serra de Carreu, i té al nord-oest el Serrat de les Alzineres.

## Etimologia
Joan Coromines associa Gavarnera i Gavernera a Gavarrera. Totes dues són variants diferents del nom de la planta de la gavarra, i tenen el significat de serrat embardissat. Aquest mot és d'origen iberobasc, associat amb el bas gaparra (esbarzer).